# 이브 브렌트
이브 브렌트(Eve Brent, 1929년 9월 11일 ~ 2011년 8월 27일)는 미국의 배우이다.

## 참여 작품
- 40정의 총
- 일망타진
- 에어포트 (영화)
- 천사와 사랑을
- 그린 마일 (영화)
- 가필드 (2004년 영화)
- 벤자민 버튼의 시간은 거꾸로 간다